# James Brooke
James Brooke (Secrore, Benarés, India, 29 de abril de 1803 – Burrator, Devon, Reino Unido, 11 de junio de 1868), fue el primer rajá blanco de Sarawak. Su padre, Thomas Brooke, fue un alto funcionario del sistema judicial de la Corona británica y su madre, Anna Maria (nacida en Hertfordshire), fue la hija ilegítima del par escocés coronel William Stuart, 9.º Lord Blantyre, y de su criada Harriott Teasdale.

## Primeros años de vida
James Brooke permaneció en su residencia natal en la India hasta que fue enviado con 12 años de edad a Inglaterra, donde recibió una breve educación en la Escuela Norwich, de la que se escapó. Siguieron varios profesores particulares en Bath antes de que regresara a la India en 1819 como parte de la Armada Bengalí de la British East India Company. Participó en actos de combate en Birmania hasta ser seriamente herido en 1825 y fue enviado a Inglaterra para curarse. En 1830 llegó de vuelta a Madras pero era demasiado tarde para reincorporarse a su unidad, y dimitió. Permaneció en el barco en el que había viajado de un lado a otro, y volvió a casa pasando por China.

## Sarawak
Intentó el comercio en el lejano Oriente, pero no tuvo éxito. En 1833 heredó 30 000 £, que usó para comprar una goleta de 142 toneladas, la Royalist. Partió por mar hacia Borneo en 1838 y llegó a Kuching en agosto para encontrar el asentamiento frente a Bidayuh alzado contra el Sultán de Brunéi. Ofreció su ayuda al Sultán y consiguieron volver a la normalidad el asentamiento. Tras haber amenazado al Sultán con fuerzas militares, se le otorgó el título de Rajá de Sarawak el 24 de septiembre de 1841,aunque la declaración oficial no se realizó hasta el 18 de agosto de 1842.
Brooke comenzó a establecerse y regir sobre Sarawak: reformó la administración, codificó las leyes y luchó contra la piratería (especialmente contra los piratas moros), lo que resultó algo habitual durante todo su mandato. Brooke regresó temporalmente a Inglaterra en 1847, donde se le dio la Freedom of the City (el equivalente de las llaves de la ciudad en otros países) de la ciudad de Londres, fue nombrado gobernador y comandante en jefe de Labuan, cónsul-general británico en Borneo y se le nombró caballero comendador de la Orden del Baño.
Sir James se vio inmerso en plena controversia en 1851, cuando las acusaciones de desobediencia contra él llegaron al puesto de una comisión real en Singapur. La investigación no confirmó los cargos, pero las acusaciones continuaron persiguiendo a Sir James.
Durante su mandato, Brooke hizo frente a amenazas de guerreros de Sarawak como Sharif Masahor y Rentap, pero siguió en el poder.
Al no tener descendencia legítima, en 1861 nombró al Capitán John Brooke Johnson-Brooke, el hijo mayor de su hermana, como su sucesor. Dos años después, mientras John se encontraba en Inglaterra, James depuso y desterró a John de Sarawak porque John le criticaba. Más tarde nombró a otro hijo de su misma hermana (Charles Anthoni Johnson Brooke), quien finalmente sí le sucedió.
Gobernó en Sarawak hasta su muerte en 1868, tras tener tres apoplejías en un periodo de diez años. Se le enterró en la iglesia de Sheepstor, cerca de Burrator, en Plymouth (Inglaterra), como a sus sucesores.

## Vida personal
Durante toda su vida, los principales vínculos emocionales de Brooke fueron con chicos adolescentes, aunque su biógrafo y contemporáneo Spenser St. John informa sobre su amor y corto compromiso con la hija de un clérigo de Bath. También tuvo un hijo. Entre sus relaciones más importantes con chicos se encuentra Badruddin, un príncipe de Sarawak, sobre quien escribe: my love for him was deeper than anyone I knew ("mi amor por él era más profundo que ningún otro que he conocido"). Más tarde, en 1848, Brooke se enamoró de un chico de 16 años, Charles T. C. Grant, nieto del 7º Conde de Elgin, que le correspondió. Las interpretaciones victorianas de estos eventos difieren de los relatos aquí citados.
Brooke fue influido por el éxito de las aventuras británicas previas y las explotaciones de la British East India Company. Sus acciones en Sarawak estaban claramente dirigidas tanto a expandir el Imperio Británico como a obtener beneficios de su mandato, ayudando a las gentes locales luchando contra la piratería y la esclavitud y protegiendo su propia riqueza personal para proseguir con estas actividades. Sus propias habilidades, y las de sus sucesores, dotaron a Sarawak de un liderazgo excelente y generó riqueza durante tiempos difíciles, y resultó tanto en fama como notoriedad en algunos sectores sociales. Su nombramiento como Rajá por el Sultán y su consiguiente título de caballero son pruebas de que sus esfuerzos fueron ampliamente aplaudidos en las sociedades de Sarawak y británica.
Aunque murió sin haberse casado, reconoció un hijo. No están claros ni la identidad de la madre de su hijo ni su fecha de nacimiento. El hijo creció como Reuben G. Walker en el albergue de Frances Walker en Birghton (censos de 1841 y 1851, aparentemente nacido alrededor de 1836). En 1858 ya era consciente de su conexión con los Brooke y en 1871 aparece en el censo en la parroquia de Plumtree (Nottinghamshire) como "George Brooke", "40" años, lugar de nacimiento "Sarawak, Borneo". Se casó en 1862 y tuvo siete hijos, tres de los cuales sobrevivieron en la infancia; el mayor se llamaba James. Murió, viajando en dirección a Australia, en el hundimiento del SS British Admiral el 23 de mayo de 1874. Hay un monumento en memoria de este hecho (donde establece la fecha de nacimiento en 1834) en el camposanto de Plumtree.
También se ha afirmado que se casó,[cita requerida] por los ritos musulmanes, con Pangeran Anak Fatima, hija de Pangeran Anak Abdul Kadir y nieta de Omar Ali Saifuddin II, Sultán de Brunéi. Se dice que también tuvo una hija. Sin embargo, como Rajá, James murió oficialmente soltero y sin descendencia, y su título pasó al segundo hijo de su hermana, el heredero que eligió finalmente.

## Ficción
Se ofrecen informes ficticios de las proezas de Brooke en Sarawak en Kalimantaan, de C. S. Godshalk, y El rajá blanco (The White Rajah), de Nicholas Monsarrat. Brooke también aparece en Flashman's Lady, el 6º libro de las novelas meticulosamente investigadas de Flashman, de George MacDonald Fraser; y en Sandokán: Los piratas de Malasia (I pirati della Malesia), la tercera novela de la serie de Sandokán de Emilio Salgari. Asimismo, Brooke fue un modelo para el héroe de la novela de Joseph Conrad Lord Jim. Brooke es mencionado brevemente en la corta historia de Kipling El hombre que puedo reinar (The Man Who Would Be King).

La película El rey del fin del mundo (en inglés, Edge of the World), dirigida por Michael Haussman en 2021, narra los primeros años de Brooke como rajá de Sarawak. Su papel es interpretado por el actor Bront Palarae.

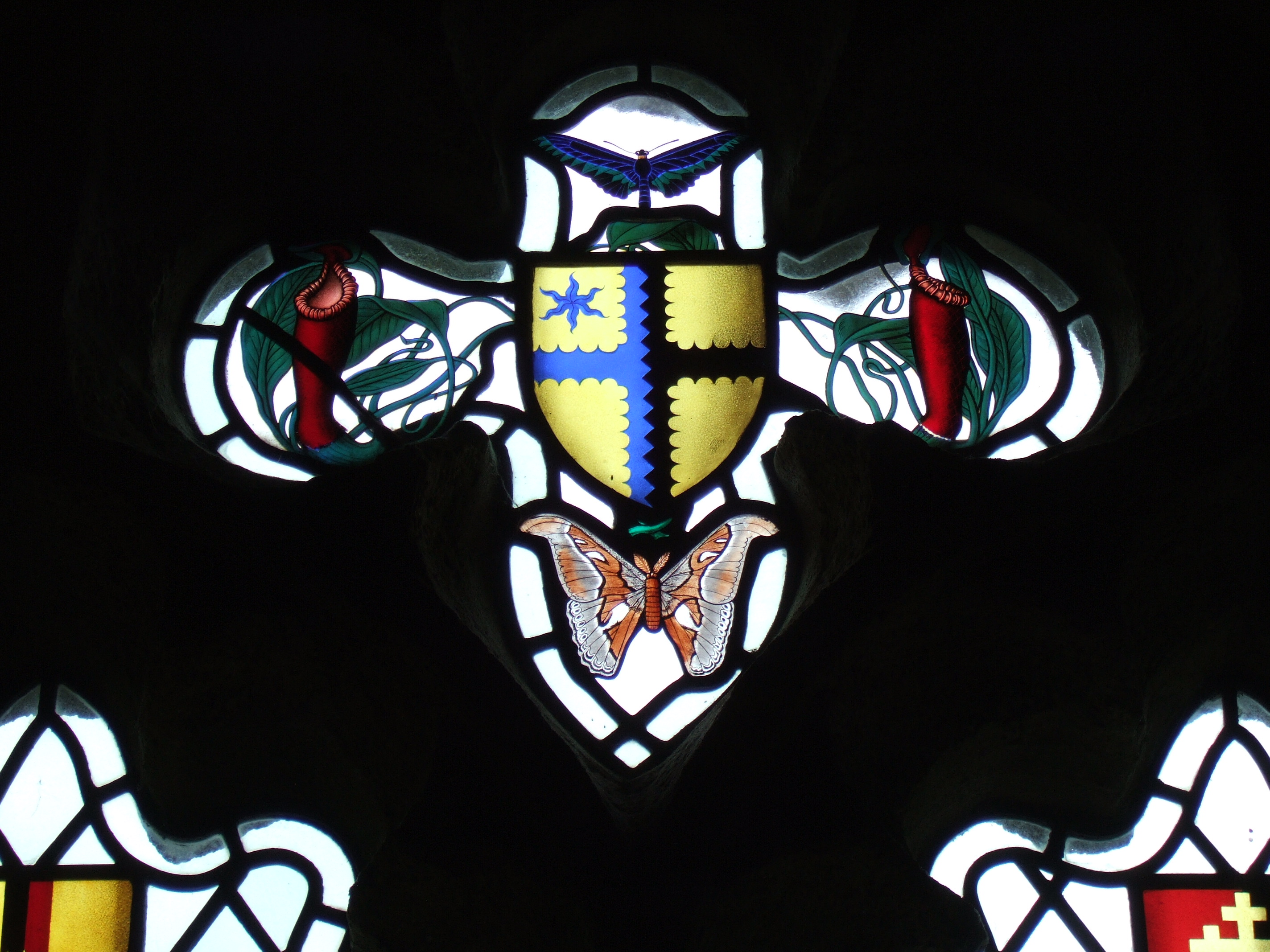
Una vidriera en la iglesia de San Leonardo dedicada a la gente de Sarawak que murió en la Segunda Guerra Mundial. Representa una mariposa, una polilla y plantas pitcher, dos de las cuales deben su nombre a James Brooke.

## Honores
Algunas especies de plantas y animales de Borneo deben su nombre a Brooke: 
- Nepenthes rajah', Planta Carnívora del Rajá Brooke, nombrada por Joseph Dalton Hooker.
- Rhododendron brookei.
- Sundasciurus brookei, Tortuga de Brooke.
- Trogonoptera brookiana, Mariposa alas de pájaro de Brooke, nombrada por Alfred R. Wallace.